# Schoenoplectiella juncoides
Schoenoplectiella juncoides là loài thực vật có hoa trong họ Cói. Loài này được (Roxb.) Lye mô tả khoa học đầu tiên năm 2003.

## Hình ảnh

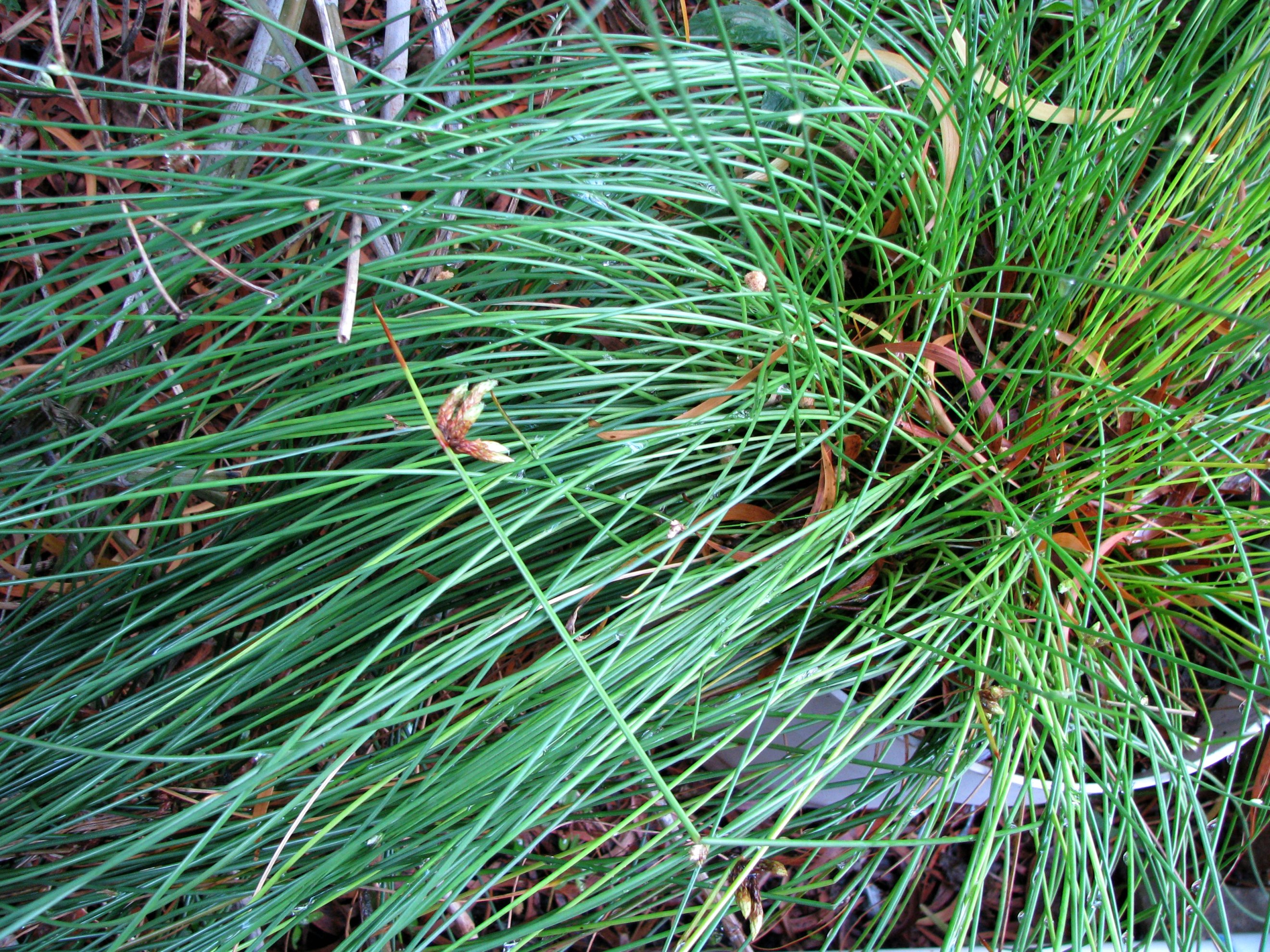
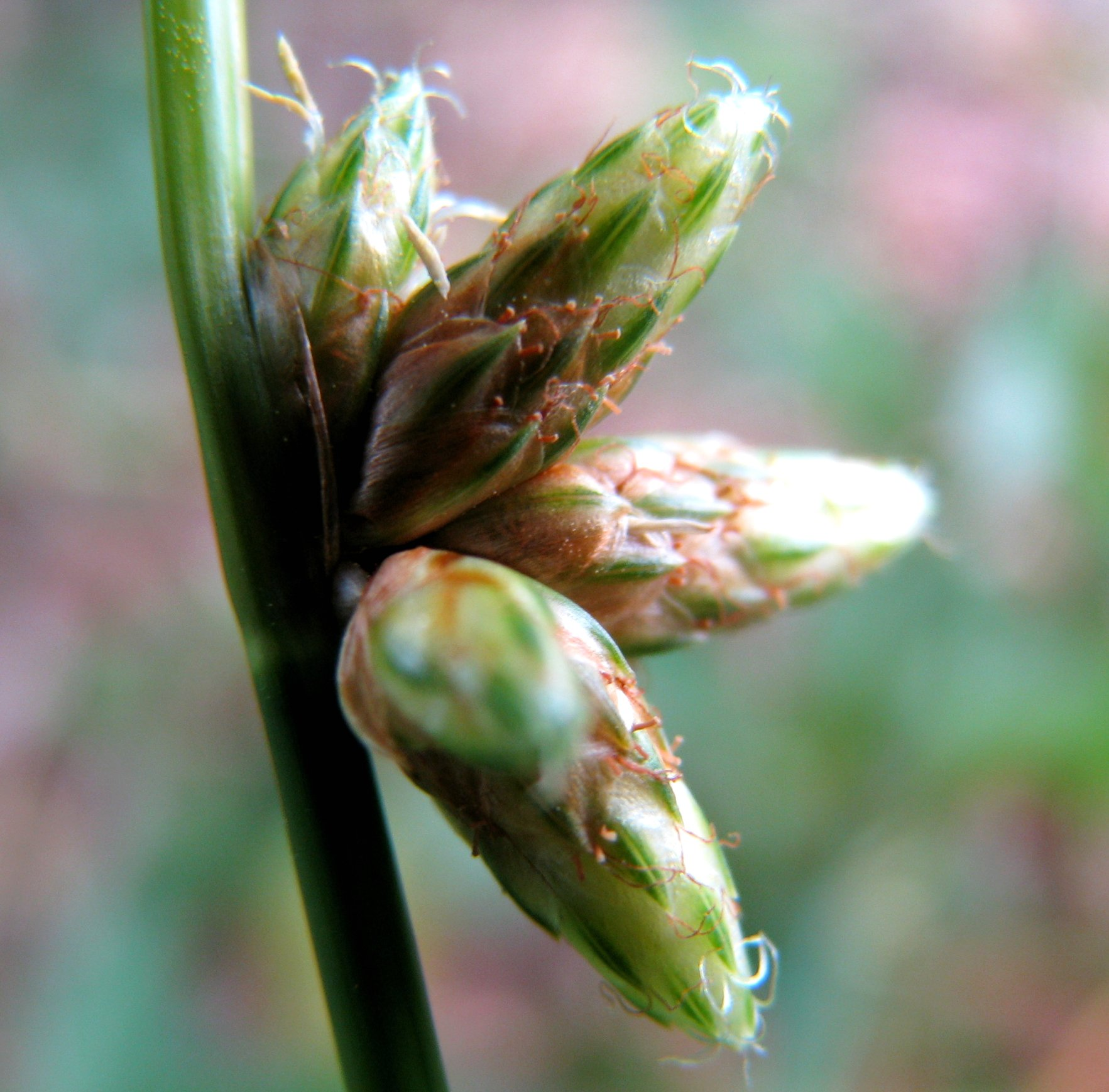
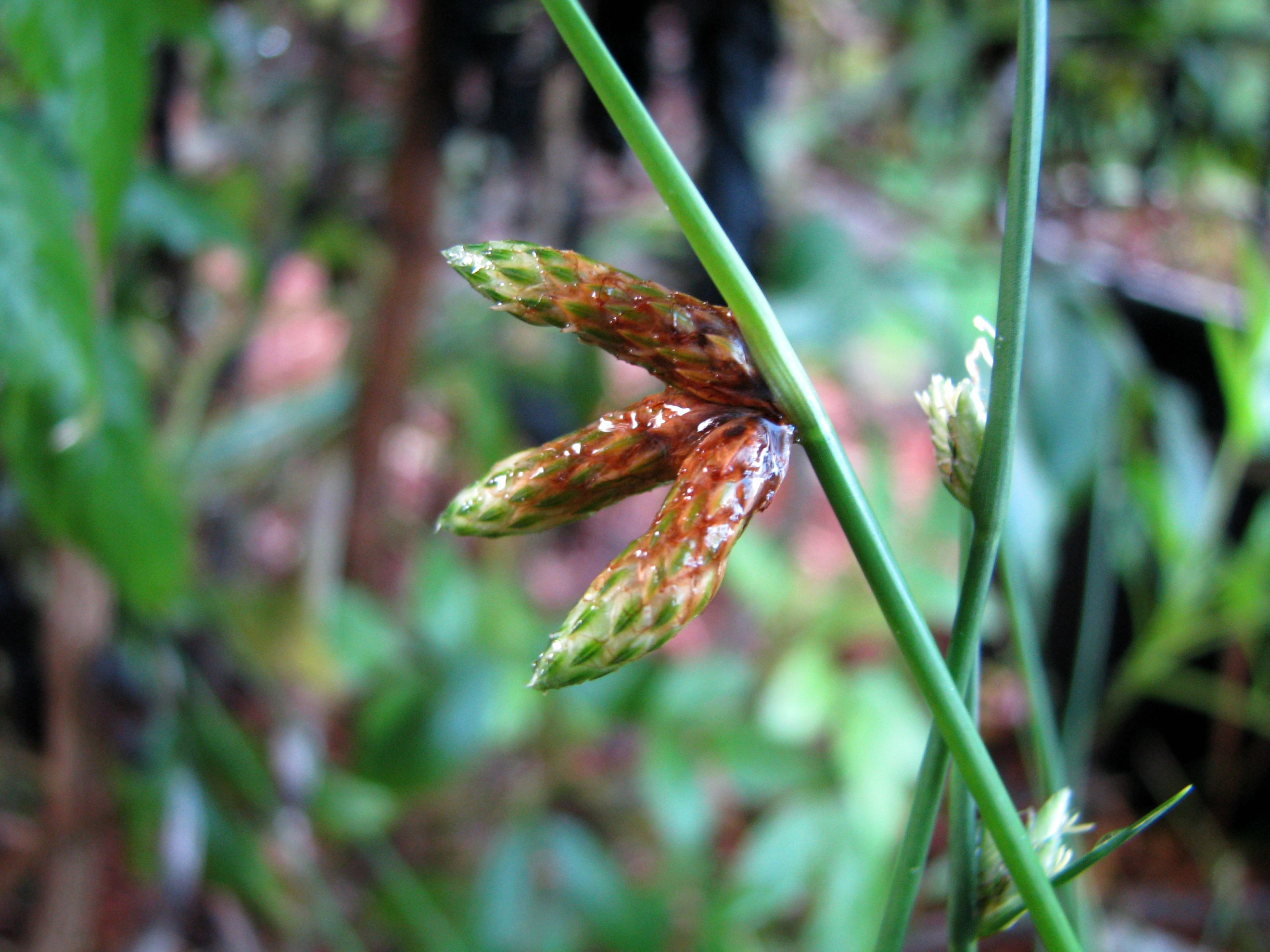
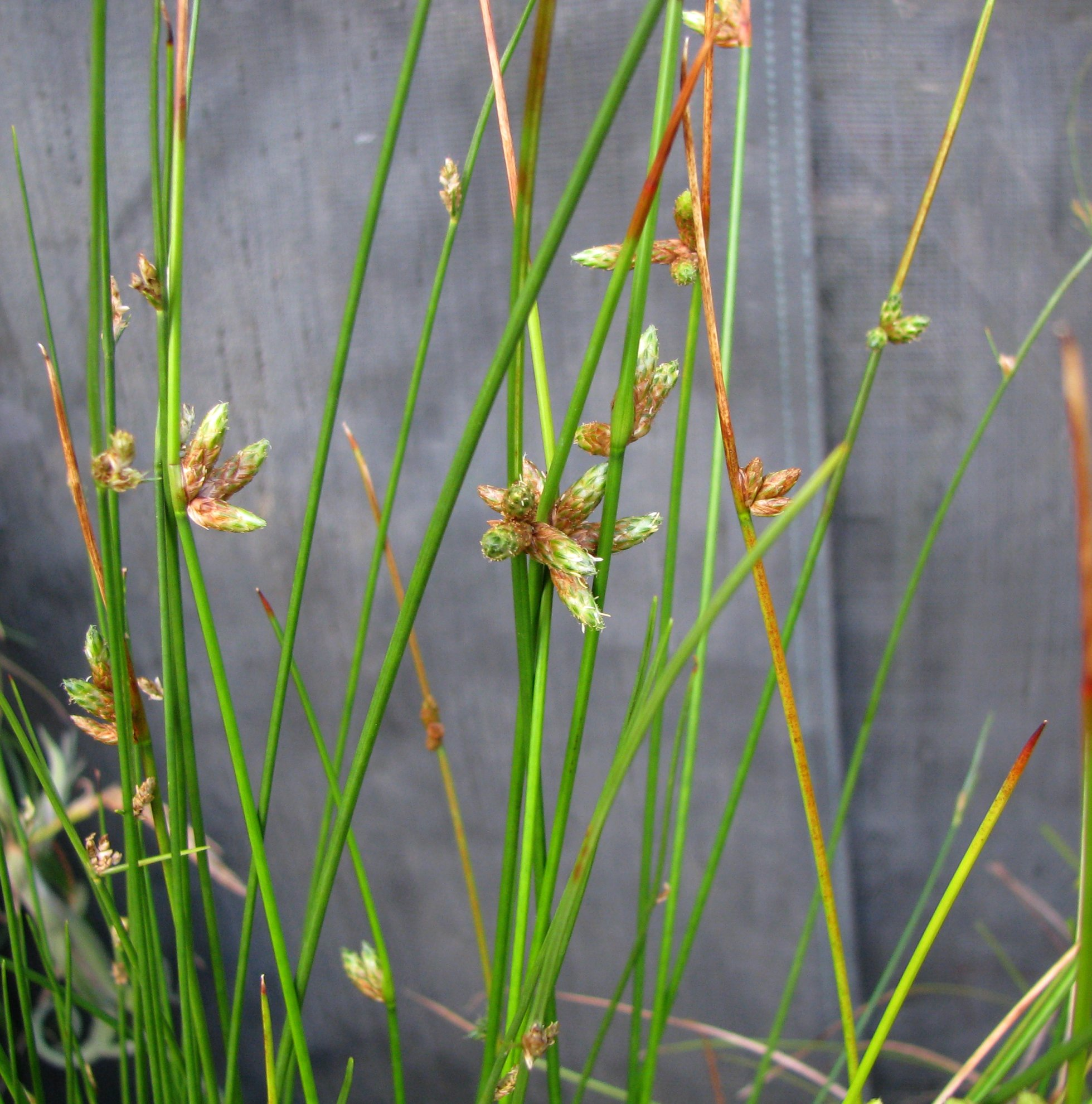